# براکسبرن
latitudeبراکسبرنlongitudeبراکسبرن
براکسبرن (به انگلیسی: Broxburn, West Lothian) یک منطقهٔ مسکونی در اسکاتلند است که در لوتیان غربی واقع شده‌است.

## خصوصیات
براکسبرن ۱۲٬۸۹۲ نفر جمعیت دارد.

## نگارخانه

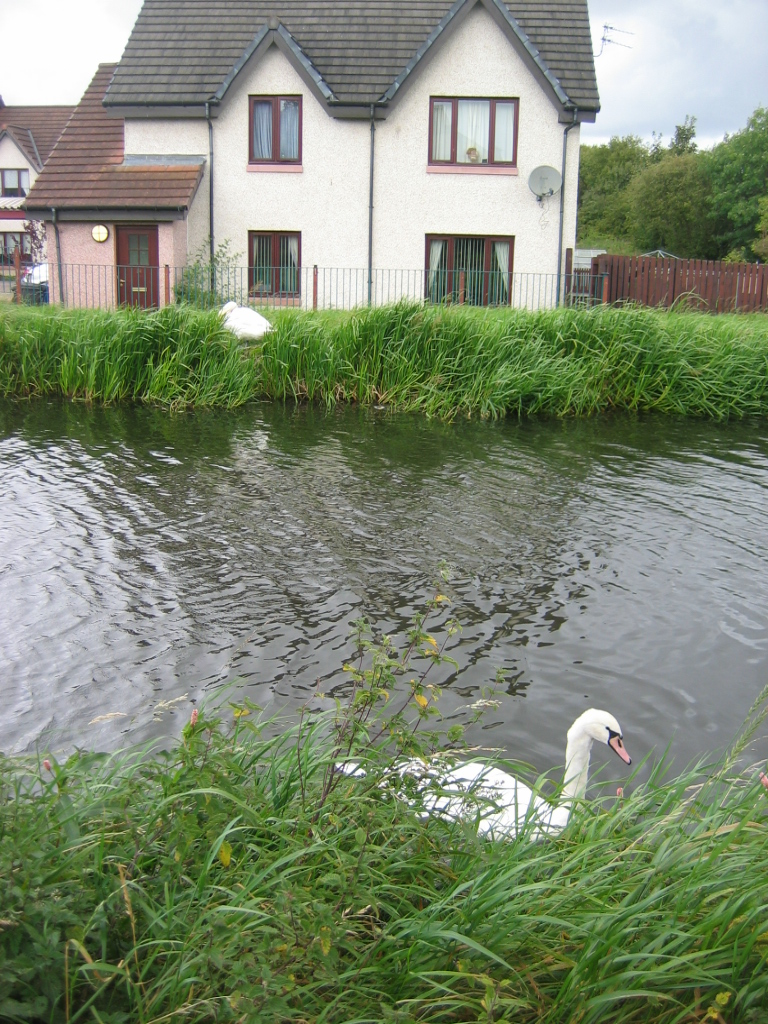
Union Canal
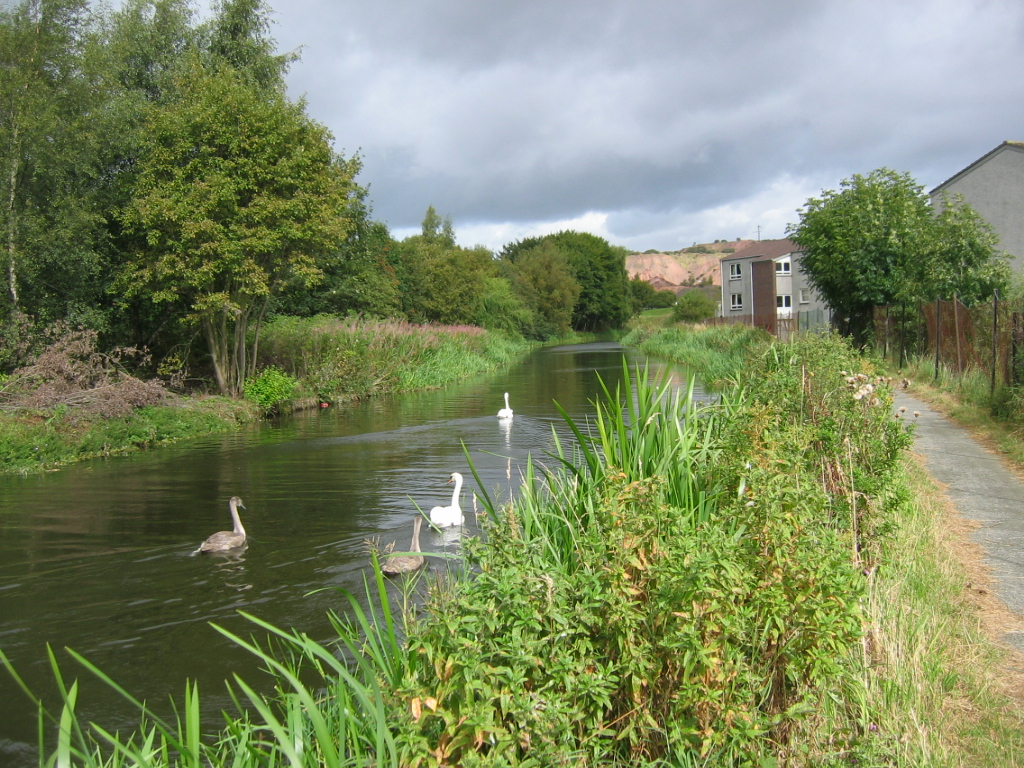
Swans on the canal
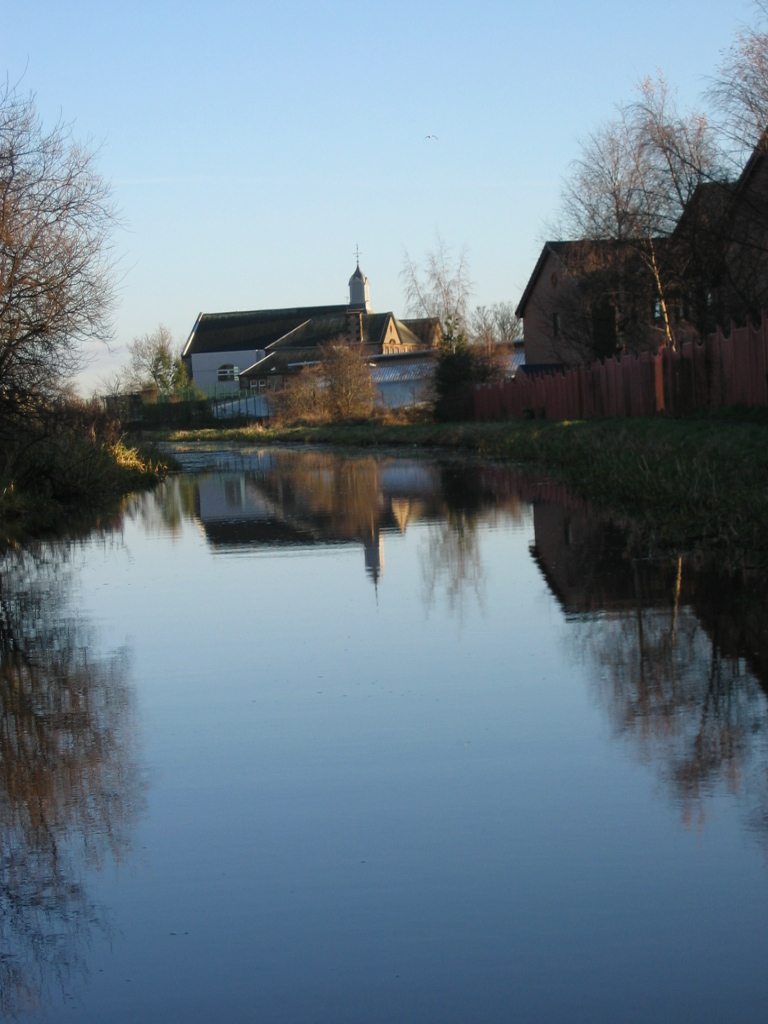
Between Bridges 26 and 27